# Miguel Escalona
Miguel Andrés Escalona Armijo (Santiago del Cile, 23 marzo 1990) è un calciatore cileno, difensore del Provincial Ovalle.

## Carriera
Ha giocato nella prima divisione cilena.

## Palmarès

### Club

#### Competizioni nazionali
- Campionato cileno: 1

Cobresal: Clausura 2015